# Distrikt Papar
Der Distrikt Papar ist ein Verwaltungsbezirk im malaysischen Bundesstaat Sabah. Verwaltungssitz ist die Stadt Papar. Der Distrikt Papar ist Teil des Gebietes West Coast Division, zu dem die Distrikte Kota Kinabalu, Ranau, Kota Belud, Tuaran, Penampang, Putatan und Papar gehören.

## Demographie
Papar hat 150.667 Einwohner (Stand: 2020). Der Distrikt Papar umfasst ein Gebiet von 1243 km². Die Bevölkerung betrug im Jahr 2010 etwa 124.420 Einwohner und ist ziemlich gleichmäßig in bruneiische Malayen (vor allem in: Benoni, Buang Sayang, Bongawan, Kampung Laut, Kelanahan, Kimanis, Kinarut), Kadazan-Dusun (vor allem in: Rampazan, Limbahau, Kinarut, Kopimpinan, Lakut, Mondolipau, Koiduan, Ulu Kimanis, Sumbiling, Limputung) und  Bajau (vor allem in: Pengalat Besar, Pengalat Kecil, Kawang, Beringgis) aufgeteilt. Eine nicht zu vernachlässigende Anzahl an Hakka-Chinesen sowie einige indischstämmige Malaien und Pakistaner sind ebenfalls über den Landkreis verteilt.
Das Gebiet um Papar ist durch tiefliegende Küstengebiete, die sich landeinwärts bis zu den Crocker Ranges erstrecken, charakterisiert. Traditionell ist dieses Gebiet sehr gut für den Anbau von Reis geeignet und die flachen offenen Reisfelder haben wahrscheinlich dem Gebiet den Namen gegeben. Trotz der wachsenden Urbanisierung des 40 Kilometer nördlich gelegenen Kota Kinabalus, wird der Distrikt Papar auch heute noch von Reisfeldern und Obstplantagen dominiert. Papar wird deshalb auch die „Reisschüssel von Sabah“ genannt.

## Verwaltungssitz
Verwaltungssitz des Distrikts ist die Stadt Papar.

## Bildungswesen im Distrikt
Der Distrikt Papar ist ein Schulzentrum innerhalb der West Coast Division. Insgesamt befinden sich im Distrikt
- 50 Primary School (Grundschulen)
- 7 High School (weiterführende Schulen)
- 4 Religionsschulen

sowie das „Institut Kemahiran Belia Negara (IKBN)“ (National Youth Skill Institute) und das  „Maktab Rendah Sains Mara (MRSM)“ (MARA Science College).
Bemerkenswert ist, dass sich innerhalb des Distrikts vier Religionsschulen befinden: Die unter Aufsicht der malaysischen Regierung stehenden Schulen SMK(A) Tun Datu Mustapha und SMK(A) Limauan und die beiden unter Aufsicht der Landesregierung von Sabah stehenden Schulen SMA Toh Puan Hajah Rahmah und SMA Islamiah Papar.
Innerhalb des Distrikts Papar sind die Einrichtungen IKBN, MRSM, SMK(A) Tun Datu Mustapha und SMA Toh Puan Hajah Rahmah in einem Schulkomplex in Kinarut untergebracht.

## Wirtschaft

### Landwirtschaft
Die Landwirtschaft macht auch heute noch eine der Lebensgrundlagen der Region aus; 60 % der Bevölkerung sind von ihr abhängig.
Nach Angaben des Ministeriums für Landwirtschaft ist eine Fläche von 12.524 Hektar Land zur landwirtschaftlichen Nutzung geeignet. Demgegenüber stehen 57.396 Hektar Land, die für die Agrarnutzung ungeeignet sind. In der Region wird hauptsächlich Reis angebaut, vor allem in den Dörfern Great Pengalat, Limbahau, Sabandil, Gana, Takis und Kelanahan. Daneben werden Plantagen für den Anbau von Palmen und Kautschukbäumen betrieben.

### Fischerei
Neben der Landwirtschaft ist der Fischfang eine weitere Haupterwerbsquelle der Region. Im Jahr 2001 wurden 1.332,68 Tonnen und 2002 1.3725,57 Tonnen Fischereiprodukte aus dem Meer geholt. Insgesamt sind 360 Vollzeitstellen in der Fischerei registriert, während die Zahl der Boote für den Fischfang bei 943 liegt.

### Forstwirtschaft
Im Landkreis sind 124.320 Hektar von Wald bedeckt. Davon sind 1.672 ha (1,34 %) als PFE-Wald (permanent forest estate, also in etwa einem Dauerwaldrevier entsprechend) ausgelegt, in dem forstwirtschaftliche Nutzung nur erfolgen darf, wenn das Gelände weniger als 40° Neigung hat und unterhalb eine Meereshöhe von 600 m liegt. Weitere 27,000 Hektar (21,72 %) sind als Nationalpark ausgewiesen, während die verbliebenen Waldflächen Stateland Forest sind.
Die Forstwirtschaft war in den 1970er und 1980er Jahren sehr populär. Heute gibt es nur noch 20 Sägemühlen, die beim Department für Wald in Kota Kinabalu registriert sind. Die meisten holzverarbeitenden Fabriken befinden sich heute im Integrated Timber Complex in Kimanis.

### Industriegebiete
Für die zukünftige Weiterentwicklung des Distrikts wurden zwei Industriegebiete ausgewiesen, eines mit 120 und das andere mit 50 Hektar Land.